# ポール・ターンブル
ポール・ダニエル・ターンブル（Paul Daniel Turnbull, 1989年1月23日 - ）は、イングランド・ハンドフォース出身のサッカー選手。ポジションはミッドフィールダー。

## 経歴

### ストックポート・カウンティ
チェシャー州のハンドフォースで生まれたターンブルは、ストックポート・カウンティ・センター・オブ・エクセレンスのユースシステムを経て、ストライカーとして指導を受けていたが、後にCMFとしてプレーするようになった。ターンブルは2005年4月30日のレクサム戦に16歳97日でトップチーム初出場を果たした。この当時ウィルムスロー高校に通っており、ストックポートの最年少出場記録を塗り替えた。
2007年12月21日にターンブルはストックポートとの契約を2009年夏までに延長し、その後はファーストチームのレギュラーとして数多くの試合に出場した。2007-08シーズン、ストックポートでは16試合に先発で出場した。2008年3月、ターンブルはカンファレンス・ナショナルのアルトリンチャムにレンタル移籍をして、そこでは6試合に出場した。レンタルから帰ってきたターンブルは、ジム・ギャノン監督に感銘を受けた。彼はウェンブリー・スタジアムでの決勝戦を含むプレーオフ全試合にも出場した。
ターンブルは2008-09シーズンからレギュラーとなり、2008年10月3日のオールダム・アスレティック戦で初得点をあげた。この試合はチームも3-1で勝利した。
2010-11シーズン、ターンブルは当時のポール・シンプソン監督からキャプテンに任命された。この時彼は21歳であった。

### ノーサンプトン・タウン
2011年5月にクラブはターンブルに新な1年契約を提示していたが、同年6月、ストックポート・カウンティとノーサンプトン・タウンはターンブルの移籍金で合意し、ノーサンプトン・タウンはターンブルとの個人間交渉に入った。6月29日に、ノーサンプトン・タウンはポール・ターンブルを完全移籍で獲得したと発表した。
完全移籍後、2012年1月23日にはストックポートにレンタル移籍で復帰し、また2012年9月21日から12月22日までの間もレンタル移籍でストックポートに在籍していた。

### マクルズフィールド・タウン
2013年7月にノーサンプトン・タウンから放出されたターンブルは、マクルズフィールド・タウンに加入した。

### バロー
2015-16シーズン終了後にマクルズフィールド・タウンから契約を解除されたターンブルは、2016年6月7日にバローへ加入した。

### チェスター
2017年7月、ターンブルは2年契約でチェスターに加入した。しかし、チェスターの財政問題の影響で契約が途中で打ち切られることになった。

### ストックポート・カウンティ
ターンブルは、ユース時代とプロ時代の始めを過ごしたストックポート・カウンティに再び加入した。2018-19シーズンには、クラブのナショナルリーグ・ノースの優勝に大きく貢献した。

## タイトル

### クラブ
ストックポート・カウンティ
- EFLリーグ2プレーオフ (1): 2007-08
- ナショナルリーグ・ノース (1): 2018-19